# Malmsjön, Skåne
Malmsjön är en sjö i Hässleholms kommun i Skåne och ingår i Helge ås huvudavrinningsområde. Sjön har en area på 0,112 kvadratkilometer och ligger 99,2 meter över havet. Sjön avvattnas av vattendraget Vieån (Osbäcken).

## Delavrinningsområde
Malmsjön ingår i det delavrinningsområde (624957-137763) som SMHI kallar för Mynnar i Helge å. Medelhöjden är 108 meter över havet och ytan är 64,45 kvadratkilometer. Räknas de 7 avrinningsområdena uppströms in blir den ackumulerade arean 203,67 kvadratkilometer. Vieån (Osbäcken) som avvattnar avrinningsområdet har biflödesordning 2, vilket innebär att vattnet flödar genom totalt 2 vattendrag innan det når havet efter 90 kilometer. Avrinningsområdet består mestadels av skog (63 %), jordbruk (14 %) och sankmarker (10 %). Avrinningsområdet har 0,92 kvadratkilometer vattenytor vilket ger det en sjöprocent på 1,4 %.